# Resolutie 1596 Veiligheidsraad Verenigde Naties
Resolutie 1596 van de Veiligheidsraad van de Verenigde Naties werd unaniem door de VN-Veiligheidsraad aangenomen op 18 april 2005 en breidde het wapenembargo in de Democratische Republiek Congo uit.

## Achtergrond
In 1994 braken in de Democratische Republiek Congo etnische onlusten uit die onder meer werden veroorzaakt door de vluchtelingenstroom uit de buurlanden Rwanda en Burundi. In 1997 beëindigden rebellen de lange dictatuur van Mobutu en werd Kabila de nieuwe president. In 1998 escaleerde de burgeroorlog toen andere rebellen Kabila probeerden te verjagen. Zij zagen zich gesteund door Rwanda en Oeganda. Toen hij in 2001 omkwam bij een mislukte staatsgreep werd hij opgevolgd door zijn zoon. Onder buitenlandse druk werd afgesproken verkiezingen te houden die plaatsvonden in 2006 en gewonnen werden door Kabila. Intussen zijn nog steeds rebellen actief in het oosten van Congo en blijft de situatie er gespannen.

## Inhoud

### Waarnemingen
De gewapende groepen en milities in het oosten van Congo waren begonnen met het indienen van een inventaris van hun wapens en hun locatie om deel te nemen aan de ontwapeningsprogramma's.
De Veiligheidsraad veroordeelde nog eens de illegale wapenhandel naar Congo en zou strikt blijven toezien op het opgelegde wapenembargo.

### Handelingen
Het wapenembargo tegen gewapende groepen en milities werd uitgebreid naar eenieder in Congo behalve het leger
en de politie, en uitgezonderd niet-dodelijke militaire uitrusting voor humanitair of beschermend gebruik.
Alle landen in het Grote Merengebied moesten hiervoor toezien op het luchtverkeer in de regio. Ook de Congolese overgangsregering van nationale eenheid moest alle luchtvelden, vooral in Ituri en Noord- en Zuid-Kivu, in de gaten houden. Congo en de landen die aan Ituri en de Kivu's grenzen moesten ook de grenscontroles versterken.
Alle landen moesten personen die volgens het comité dat toezicht hield op het embargo deze maatregelen schonden uit hun grondgebied weren en hun fondsen bevriezen.
Ten slotte werd de secretaris-generaal gevraagd om voor een periode tot 31 juli opnieuw een panel van vijf experts aan te stellen om het onderzoek naar de schendingen van het embargo voort te zetten.

## Verwante resoluties
- Resolutie 1555 Veiligheidsraad Verenigde Naties (2004)
- Resolutie 1592 Veiligheidsraad Verenigde Naties
- Resolutie 1616 Veiligheidsraad Verenigde Naties
- Resolutie 1621 Veiligheidsraad Verenigde Naties

Lijst ·  1581 ·  1582 ·  1583 ·  1584 ·  1585 ·  1586 ·  1587 ·  1588 ·  1589 ·  1590 ·  1591 ·  1592 ·  1593 ·  1594 ·  1595 ·  1596 ·  1597 ·  1598 ·  1599 ·  1600 ·  1601 ·  1602 ·  1603 ·  1604 ·  1605 ·  1606 ·  1607 ·  1608 ·  1609 ·  1610 ·  1611 ·  1612 ·  1613 ·  1614 ·  1615 ·  1616 ·  1617 ·  1618 ·  1619 ·  1620 ·  1621 ·  1622 ·  1623 ·  1624 ·  1625 ·  1626 ·  1627 ·  1628 ·  1629 ·  1630 ·  1631 ·  1632 ·  1633 ·  1634 ·  1635 ·  1636 ·  1637 ·  1638 ·  1639 ·  1640 ·  1641 ·  1642 ·  1643 ·  1644 ·  1645 ·  1646 ·  1647 ·  1648 ·  1649 ·  1650 ·  1651